# Emilee Cherry
Emilee Cherry (2 de novembro de 1992) é uma ruguebolista de sevens australiana, campeã olímpica.

## Carreira
Cherry integrou o elenco da Seleção Australiana Feminina de Rugby Sevens medalha de ouro nos Jogos Olímpicos Rio 2016, ela fez três tries.